# Frédéric Pomarel
Pas d'image ? Cliquez ici

a Compétitions nationales et continentales officielles uniquement.

Dernière mise à jour le 29 mai 2017.
Frédéric Pomarel, né le 19 mai 1972, est un joueur de rugby à XV, qui débute à Souillac comme demi de mêlée avant de jouer au RRC Nice en première division.
Il est entraîneur et sélectionneur de l'équipe de France de rugby à sept de 2010 à 2017.

## Carrière
Frédéric Pomarel est né le 19 mai 1972 à Souillac dans le département du Lot. Enfant, il va voir jouer son père à Lanzac, dans la banlieue de Souillac, en série du comité du Limousin.
Il effectue ses études primaires à Souillac avant de faire des études secondaires à Gourdon. Après avoir joué en deuxième division à Souillac comme demi de mêlée, il part au RRC Nice jouer en première division et suivre une formation au STAPS de Nice,.
Frédéric Pomarel retourne dans le Lot et par l'intermédiaire de Jacques Cambou, il intègre le comité départemental de rugby pour y officier comme conseiller technique de 1998 à 2005. Il intègre l'équipe technique nationale de 2005 à 2008, devient entraîneur et sélectionneur de l'équipe de France de rugby à sept féminin de 2006 à 2009.
Avec l'équipe de France à sept féminine, il est champion d'Europe 2006, il est champion du monde universitaire 2006, septième à la Coupe du monde de rugby à sept 2009.
En 2010, il succède à Thierry Janeczek au poste d'entraîneur de l'équipe de France de rugby à sept.
Frédéric Pomarel est directeur adjoint au sein de la direction technique nationale, chargé du rugby à sept, de 2008 à 2015 alors que l'équipe de France de rugby à sept est cinquième à la Coupe du monde de rugby à sept 2013 à Moscou.
En 2013, il a repris l'activité de joueur de rugby à XV pour donner un coup de main aux bénévoles qui ont choisi de relancer le club de Lanzac en quatrième série de Comité du Limousin.
En 2015, il est entraîneur et sélectionneur de l'équipe de France de rugby à sept qui se qualifie pour les Jeux olympiques d'été de 2016 à Rio de Janeiro.
Le 26 avril 2017, à la suite de résultats en baisse, la fédération française de rugby annonce le départ de Frédéric Pomarel à l'issue de la saison. Il est remplacé par Jérôme Daret.
En 2018, il est nommé par la FFR directeur technique de la supra-ligue d'Outre-Mer. Le rôle des directeurs techniques de ligue est de mettre en place la politique sportive des ligues en intégrant la politique de la FFR et l’adaptant aux réalités et aux spécificités locales avec les élus en place. Durant deux ans, il effectue alors de nombreux déplacements sur les territoires ultra-marins.